# Abadía de Souillac
La abadía de Santa María de Souillac (o de Soulhac, en idioma occitano) es una antigua abadía benedictina situada en la comuna de Souillac, en el departamento francés de Lot (Mediodía-Pirineos). La misma abadía fue el origen del núcleo habitado.

## Historia
El origen de la abadía está en una donación hecha por San Géraud de Aurillac (855-909), abad de Aurillac (Cantal), de unas posesiones personales que tenía en estas tierras. Esta donación testamentaria hecha en el mismo año de su muerte constituyó el núcleo de una celda monástica que vio incrementado su patrimonio gracias a otras donaciones hechas por la nobleza. El lugar, dependiente de Aurillac, inicialmente era conocido como la Asunción de Souillac, pero más adelante se denominó Santa Maria de Souillac. De acuerdo con la orden de la casa madre, Souillac era un establecimiento benedictino.
Los siglos siguientes fueron de una gran prosperidad, se levantaron importantes construcciones monásticas, sobre todo durante el siglo XII. Aproximadamente, unas ochenta iglesias y prioratos dependían de la abadía.
Al igual que la mayoría de establecimientos monásticos, padeció los efectos de la guerra de los Cien Años (1337-1453), que incluso despobló las cercanías y se tuvo que repoblar (1447).
En el siglo XVI, la abadía pasó a estar gobernada por abades comendatarios, elegidos fuera de sus muros y a menudo con 
personajes vinculados al cenobio y que no residían. Otro episodio nefasto protagonizado por el cenobio fueron las guerras de religión (1562-1598), que lo afectaron gravemente. Todo el conjunto fue saqueado e incendiado, pero la iglesia pudo resistir los ataques.
En 1632, el abad Henry de la Mothe Houdancourt impulsó su reconstrucción, que debido a su complejidad se alargó hasta 1712. A final de aquel siglo, la abadía padeció los efectos de la revolución, los bienes fueron vendidos, los religiosos expulsados (1790) y la iglesia dedicada a la Razón.
La abadía recuperó sus funciones religiosas en 1801, pasando a constituirse en parroquia en 1803. Desde mediados del siglo XIX se trabaja en su restauración.

## La iglesia

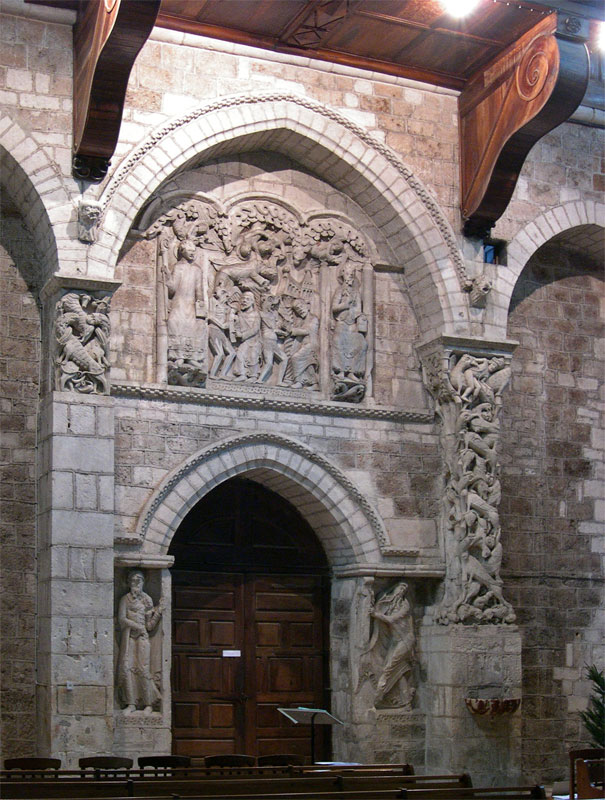
Elementos de la antigua portada

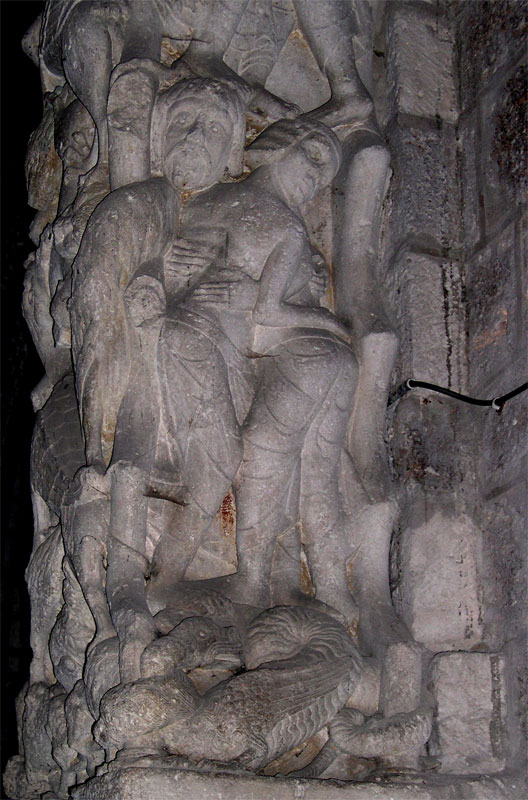
Detalle del mainel

Todavía se conserva una maciza torre que pertenece a la primitiva iglesia de la época de su fundación (siglo X). La iglesia es un imponente edificio de nave única, con crucero. La nave se cubre por dos cúpulas rematadas por linternas, una tercera cúpula se encuentra al cruce de la nave y el transepto. La cabecera tiene una serie de ábsides poligonales, el central con tres absidioles y los laterales simples. Buena parte de esta obra es producto de la restauración efectuada durante el siglo XVII.

## El portal
Este portal decorado es uno de los hitos de la escultura románica. Cuando la iglesia padeció los efectos de las guerras de religión, este quedó muy afectado, como el resto del edificio. Entonces, se trasladó al interior, donde todavía se puede ver. Sobre la puerta se encuentra un gran relieve con una escena central dedicada al santo Teófilo el Penitente, que llegó a hacer un pacto con el diablo, pero que obtuvo el perdón de la Madre de Dios y acabó canonizado. A los lados, se encuentran las imágenes de san Benedicto y de san Pedro.
A los lados de la puerta también encontramos dos relieves de personajes: los profetas Isaías y Oseas.